# Сент Парис (Охајо)
Сент Парис (енгл. St. Paris) град је у америчкој савезној држави Охајо.

## Демографија
По попису из 2010. године број становника је 2.089, што је 91 (4,6%) становника више него 2000. године.
| Група             | 2000.         | 2010.         |
| Белци             | 1.959 (98,0%) | 2.036 (97,5%) |
| Афроамериканци    | 2 (0,1%)      | 5 (0,2%)      |
| Азијати           | 0 (0,0%)      | 1 (0,0%)      |
| Хиспаноамериканци | 13 (0,7%)     | 11 (0,5%)     |
| Укупно            | 1.998         | 2.089         |